# Picún Leufú megye
Picún Leufú egy megye Argentína nyugati részén, Neuquén tartományban. Székhelye Picún Leufú.

## Népesség
A megye népessége a közelmúltban a következőképpen változott:
| Év   | Lakosság |
| ---- | -------- |
| 2001 | 4253     |
| 2010 | 4578     |